# Jiří Jiroutek
Jiří Jiroutek (* 21. března 1967, Louny) je bývalý český fotograf žijící v Blšanech u Loun, vystudoval Institut tvůrčí fotografie při slezské univerzitě v Opavě (abs. 1994). Od roku 1991 žije a pracuje jako umělec na volné noze, je držitelem titulu QEP (Qualified European Photographer). Spolupracuje často s výtvarníky, ve své tvorbě se zaměřuje na architekturu a portrétní fotografii. Vystavoval na mnoha autorských i společných výstavách doma, v Evropě i Spojených státech.

## Projekty
Nejvýznamnější projekty:
Cyklus Up & Down (2001 – 2002) obsahuje velkoformátové černobílé fotografie, zachycující lidské postavy zmrazené v pohybu závěrkou fotoaparátu v prostředí, jež vytvořily kapky vody. Fotografie byly několikrát vystaveny ve veřejných prostorách, jako je například Nový magistrát města Liberce nebo Ambrože sbor v Hradci Králové.

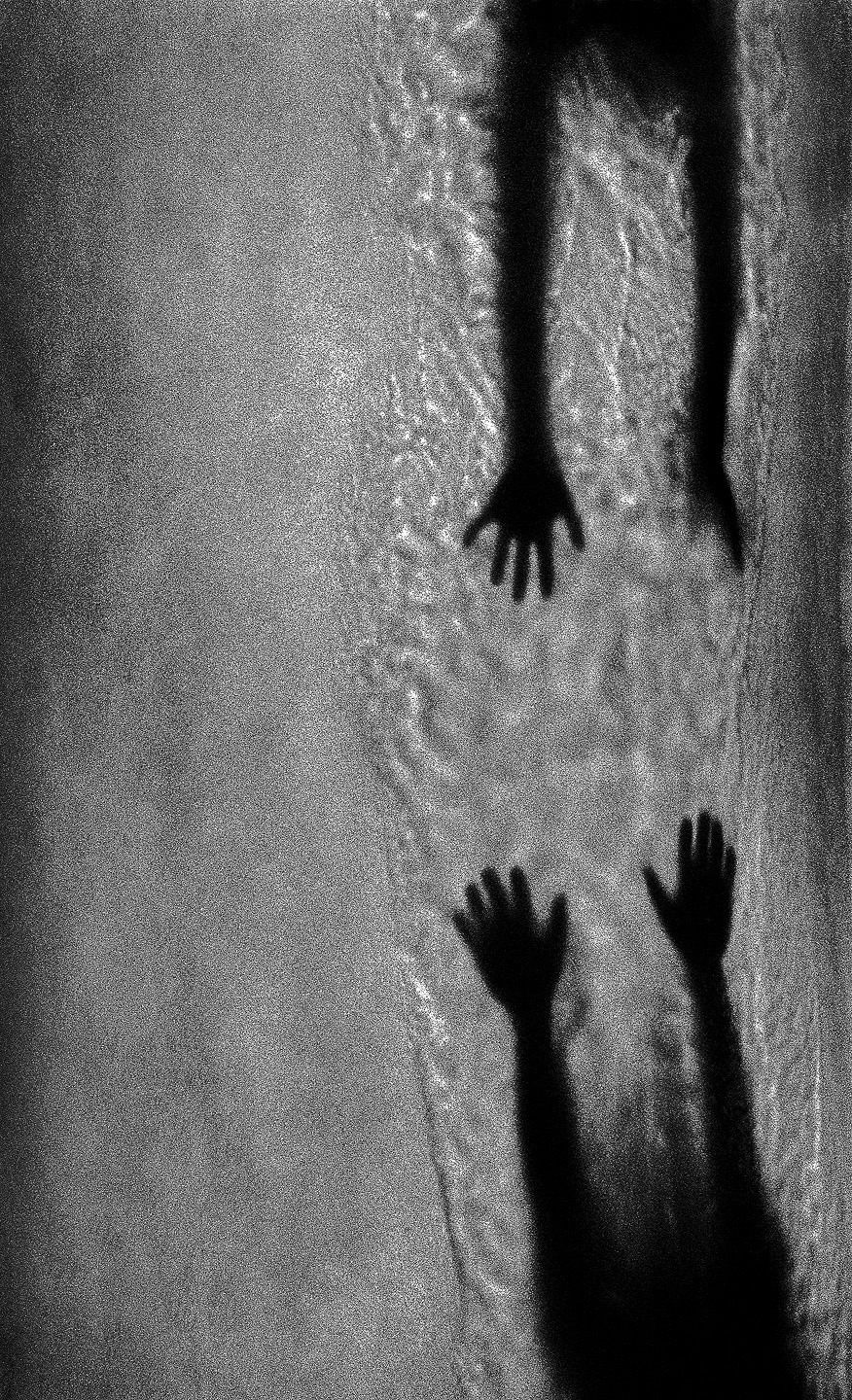
Up & Down
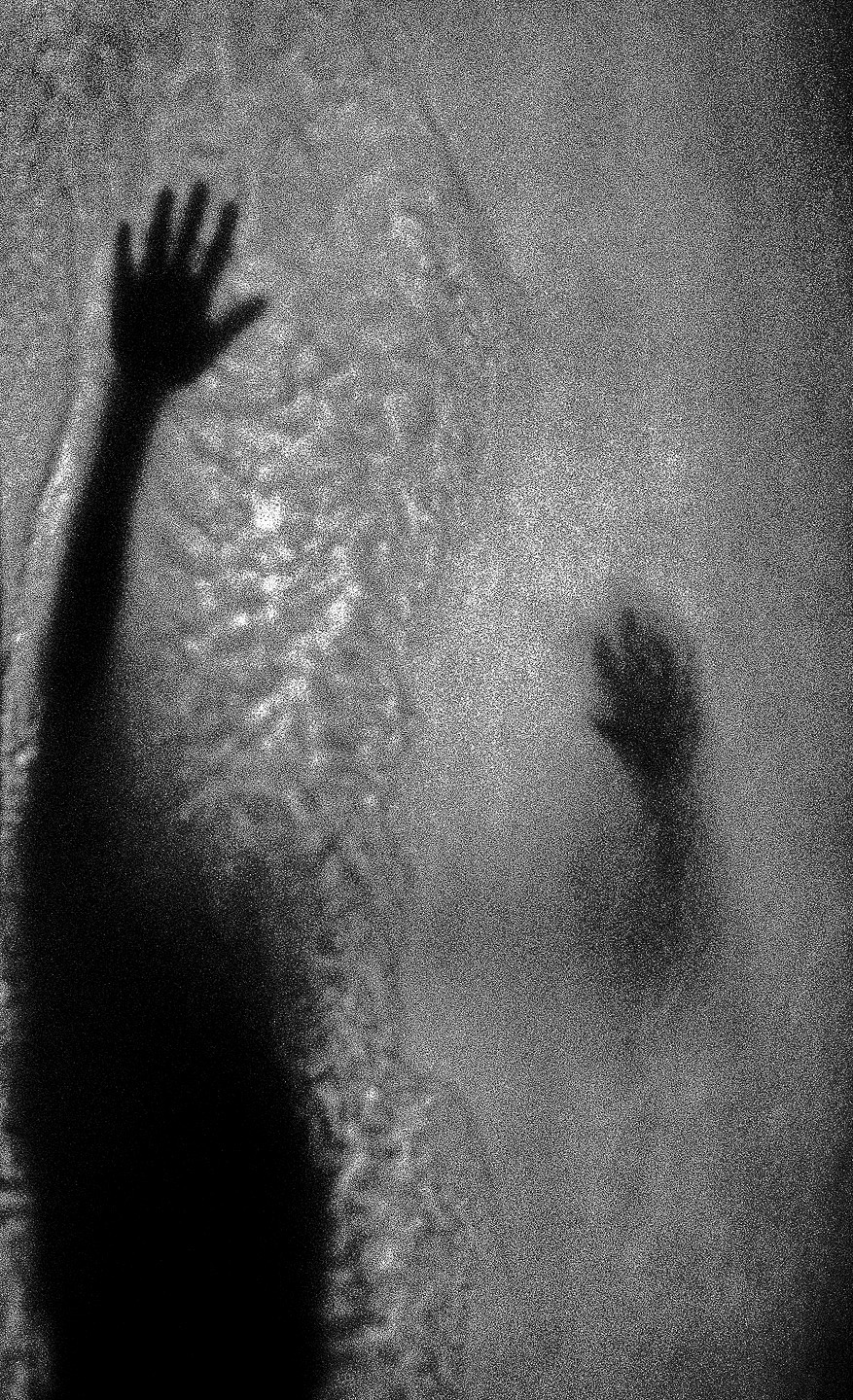
Up & Down
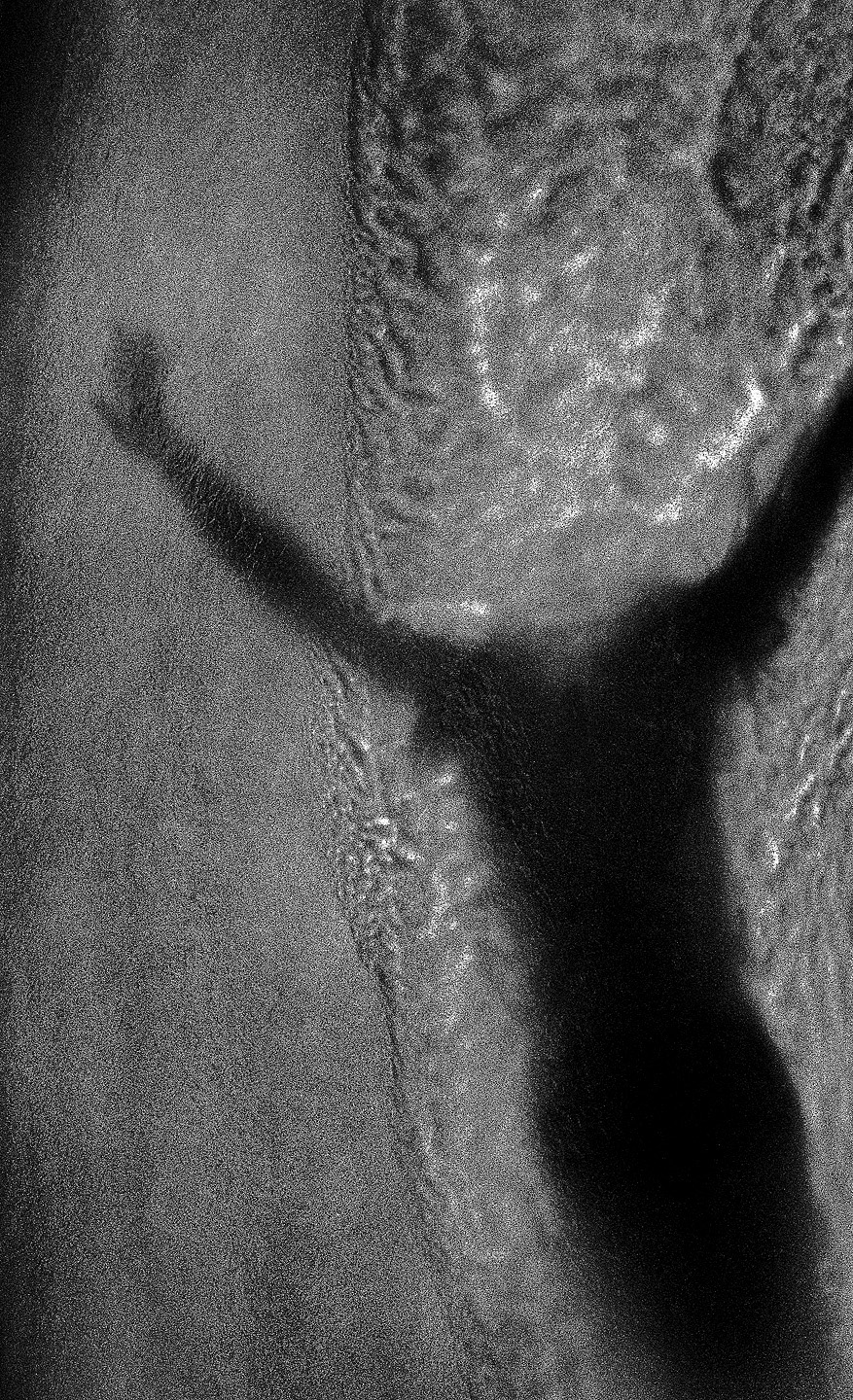
Up & Down
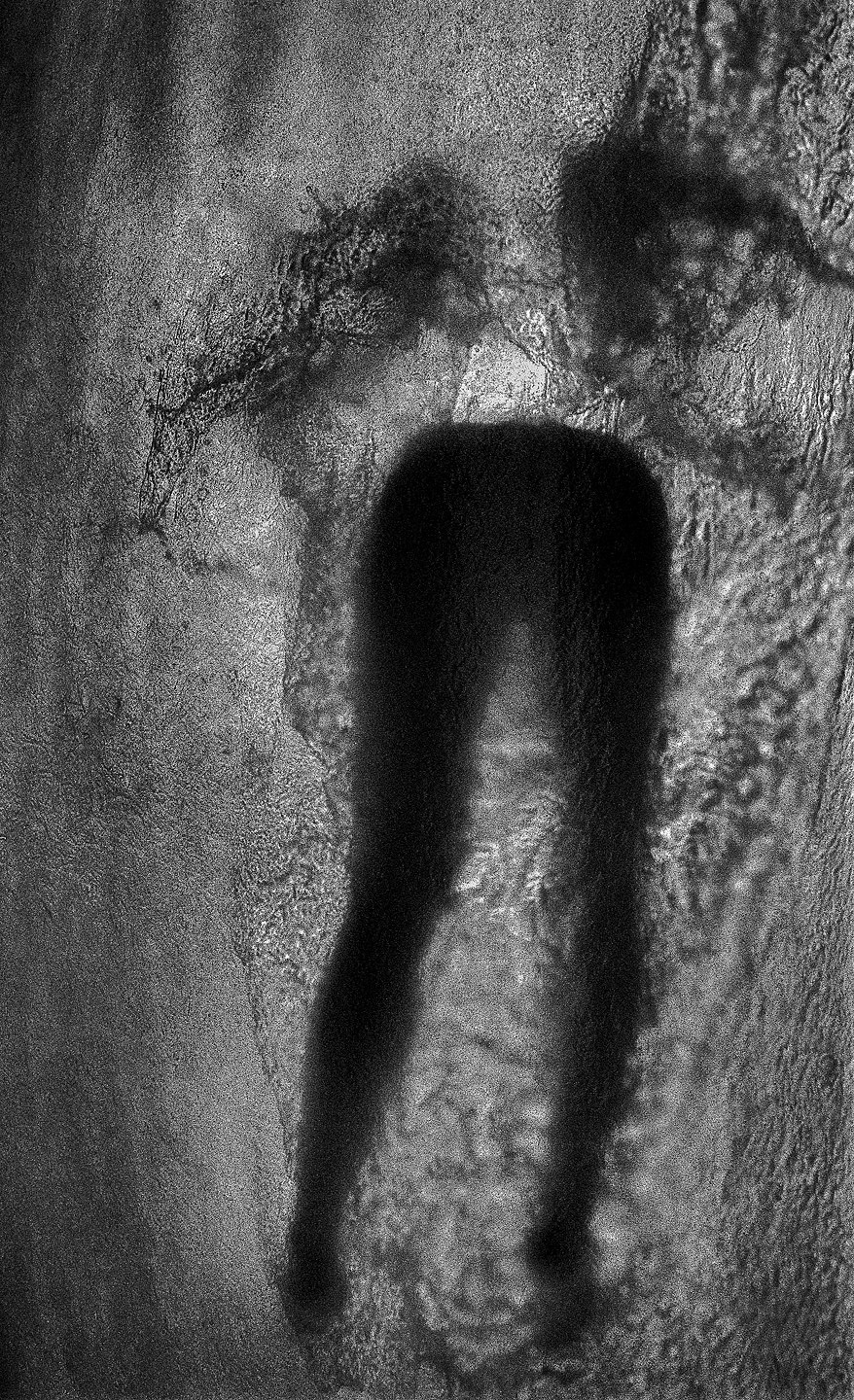
Up & Down
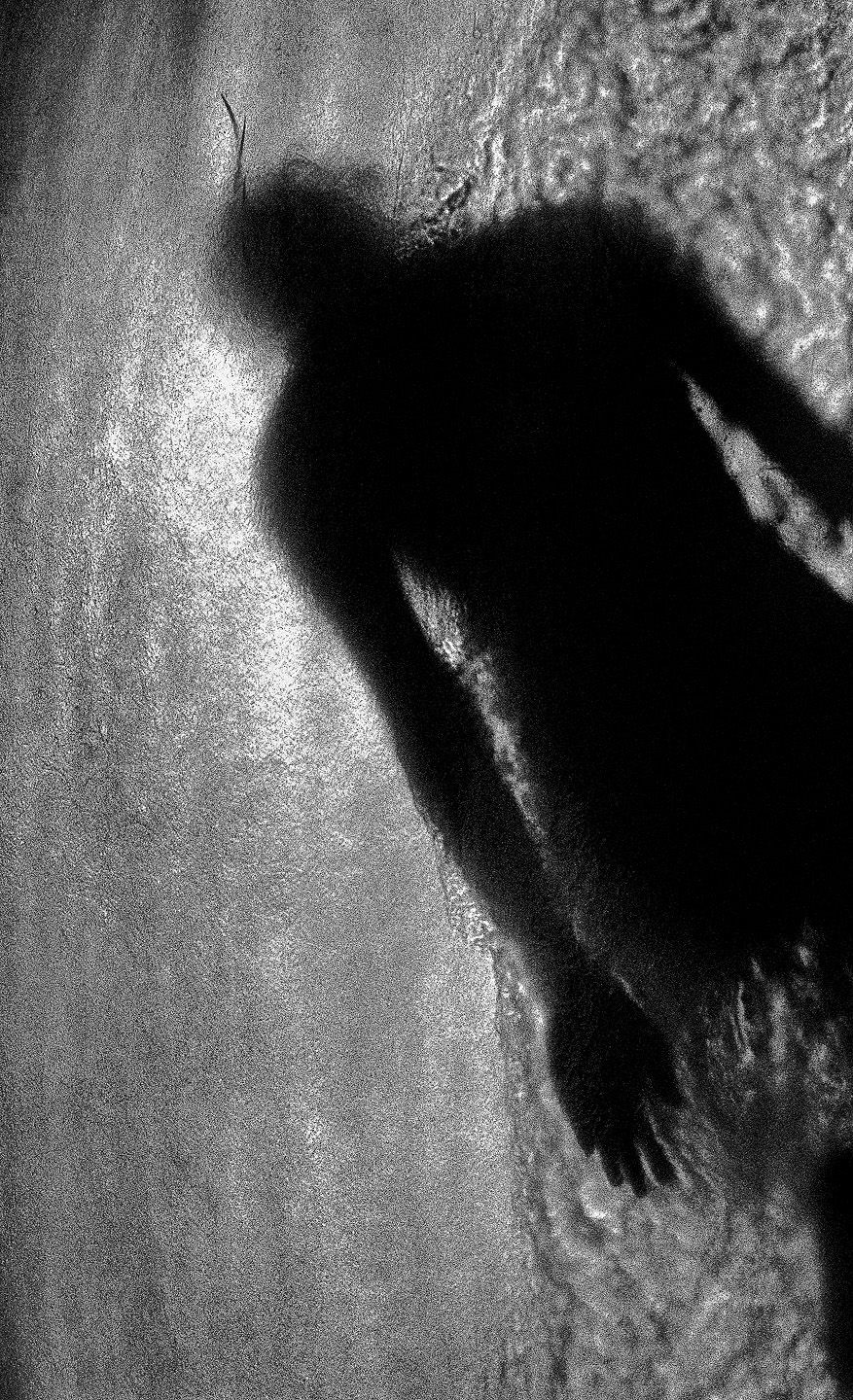
Up & Down
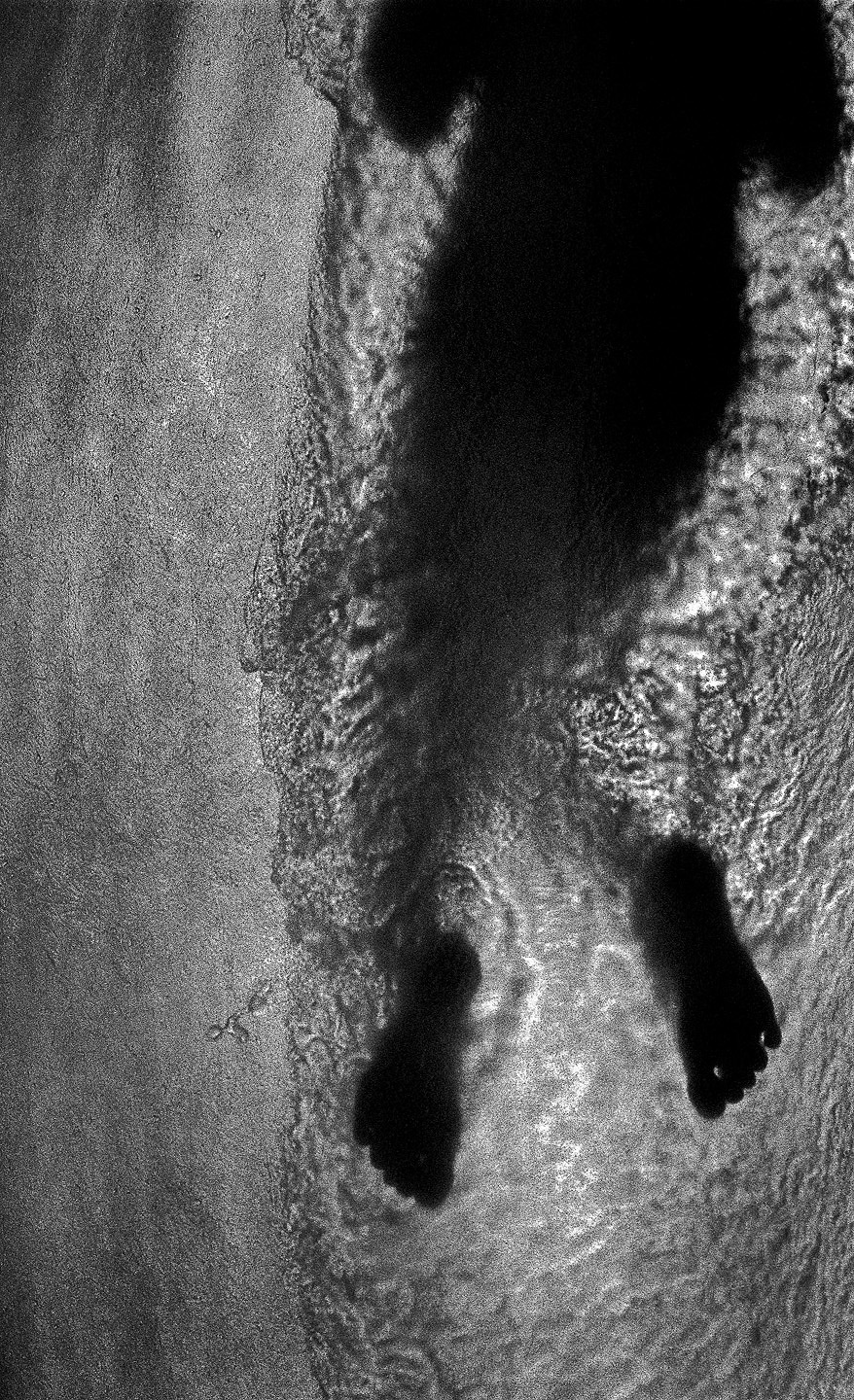
Up & Down

Osobnosti české kulturní scény (1995–současnost) je cyklus černobílých portrétních fotografií, ve kterém dává autor nahlédnout do světa významných osobností naší doby - výtvarných umělců, malířů, grafiků, architektů a uměleckých sklářů, v přirozeném kontextu jejich ateliérů a v přirozeném světle, při kterém vytvářejí vlastní díla. Fotografie vznikají v dlouhém časovém horizontu již více než 20 let a tak mnohdy přibližují i osobnosti, které už nejsou mezi námi. Portréty jsou fotografovány klasicky, kamerou formátu 6x6, na svitkový film s 12 snímky a byly prezentovány na výstavách v České republice i Evropě.
| „                           | Cyklus fotografií Jiřího Jiroutka nás sbližuje s intenzivně cítěným světem umělců. Je nutno předem podotknout, že autor zde portrétuje mnohem více, než jejich pouhou podobu. V přirozeném kontextu jejich ateliérů a v přirozeném světle, při kterém vytvářejí vlastní díla, Jiří Jiroutek jakoby pokoušel o portrétování prostoru jejich myšlenek a vnitřní náplně. Zde jakoby šlo o návrat k jádru každého umělce, jádro, odkud teprve pramení tvůrčí inspirace a výsledné umělecké artefakty či výkony. Tento prapočáteční vstup do intimní sféry umělcova světa bývá uzavřený skoro všem kromě rodinných příslušníků nebo hrstce kurátorů, proto jsou tyto fotografie o to cennější. Jsme zde svědky vyčkaných okamžiků, kdy se všechny psychické a vizuální prvky stmelují a zjeví se před námi celý lidský příběh, nenuceně shrnutý jediným záběrem. | “ |
| — Richad Drury, březen 2007 | |   |

| „              | Jiroutek začínal dostaveníčky s libereckými výtvarníky, pokračoval portréty lounskými a pražskými a stále je rozšiřován. K první výstavě došlo v liberecké Malé výstavní síni roku 1999. Aktuálně se jedná o kolekci sedmi desítek postav české kultury, převážně malířů, sklářských výtvarníků, fotografů, ale i architektů a spisovatelů. Jiří Jiroutek portrétované nerežíruje, nýbrž vystihuje jejich bezprostřednost. Fotografie zpracoval nejryzejšími prostředky svého média bez výpůjček manuálních postupů. Obejde se bez retuší, což je třeba v době náchylné ke computerovým úpravám zdůranit coby výraz respektu k portrétovaným i základ stylu. Až na několik málo nezbytných výjimek fotografoval Jiroutek v prostředí osobnostem vlastním, zejména v dílnách nebo ateliérech. Všechny záběry exponoval Hasselbladem 500 C/M na film Ilford HP5 výhradně v přirozeném osvětlení, většinou za pomoci stativu. Exponáty jsou tištěny na archivní papíry Museo pigmenty Ultrachrome K3. Klasicita každým coulem! | “ |
| — Josef Moucha | |   |

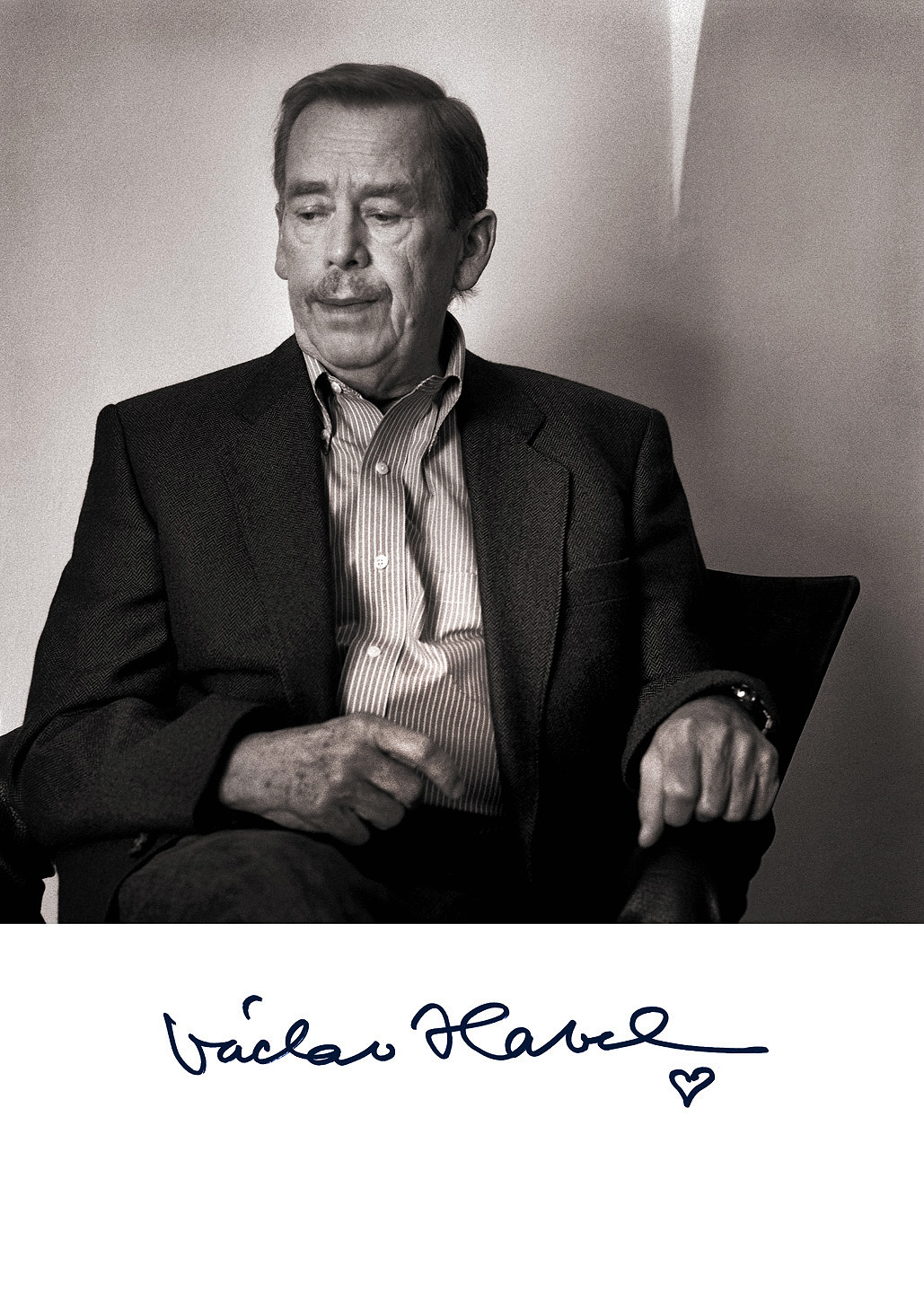
Václav Havel, Praha 2006
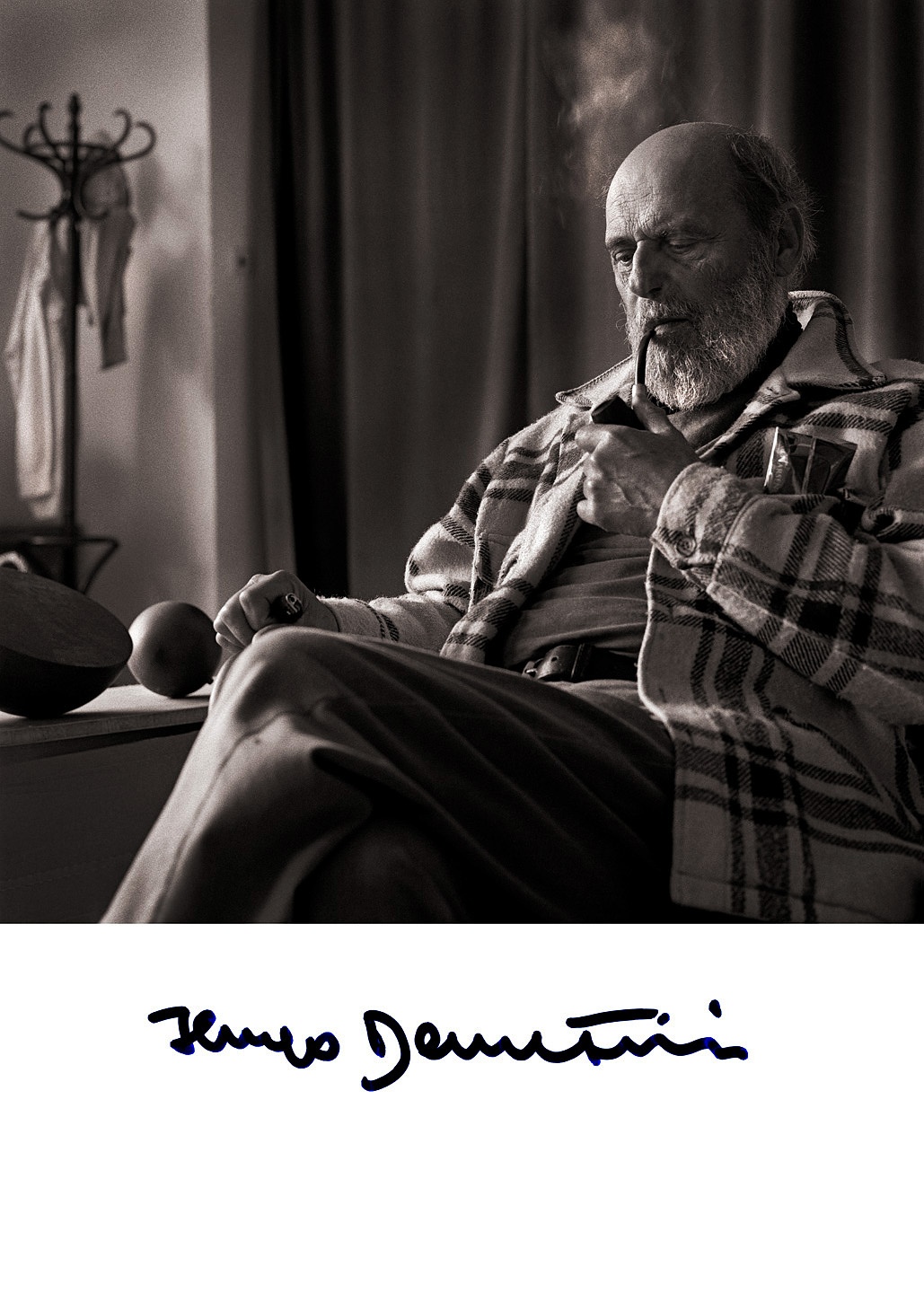
Hugo Demartini, Sumrakov 2003
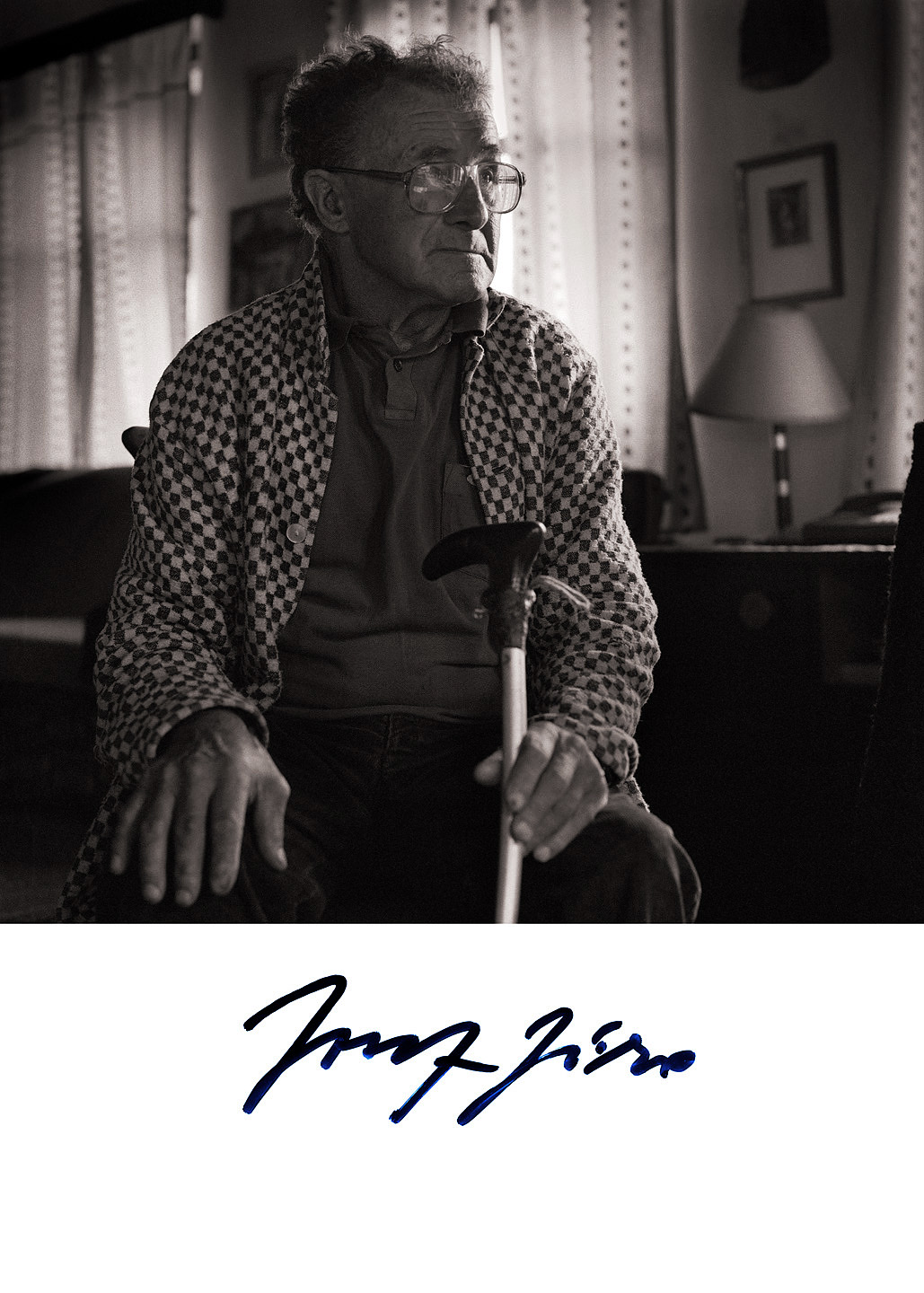
Josef Jíra, Malá Skála 1999
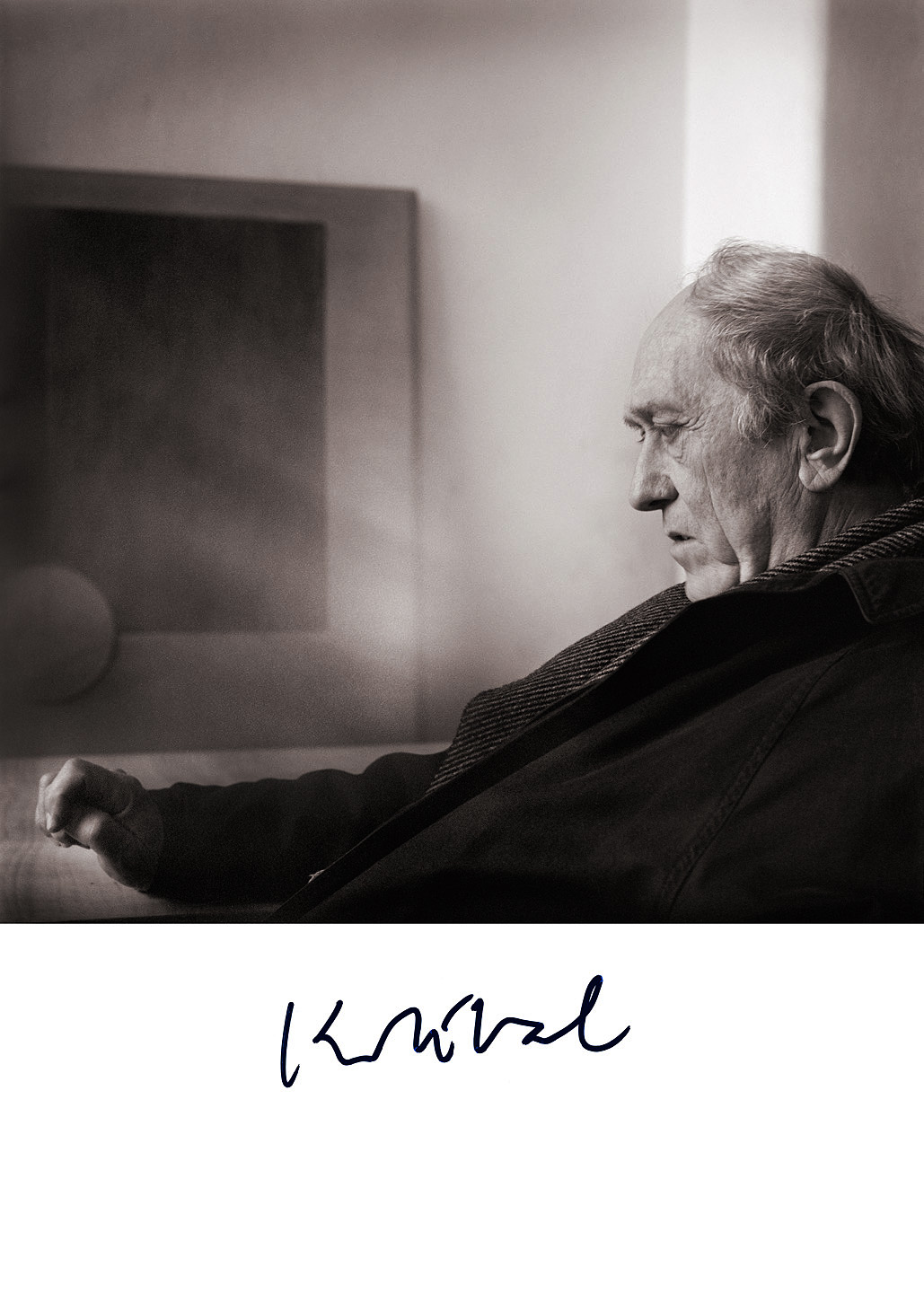
Stanislav Kolíbal, Praha 1999
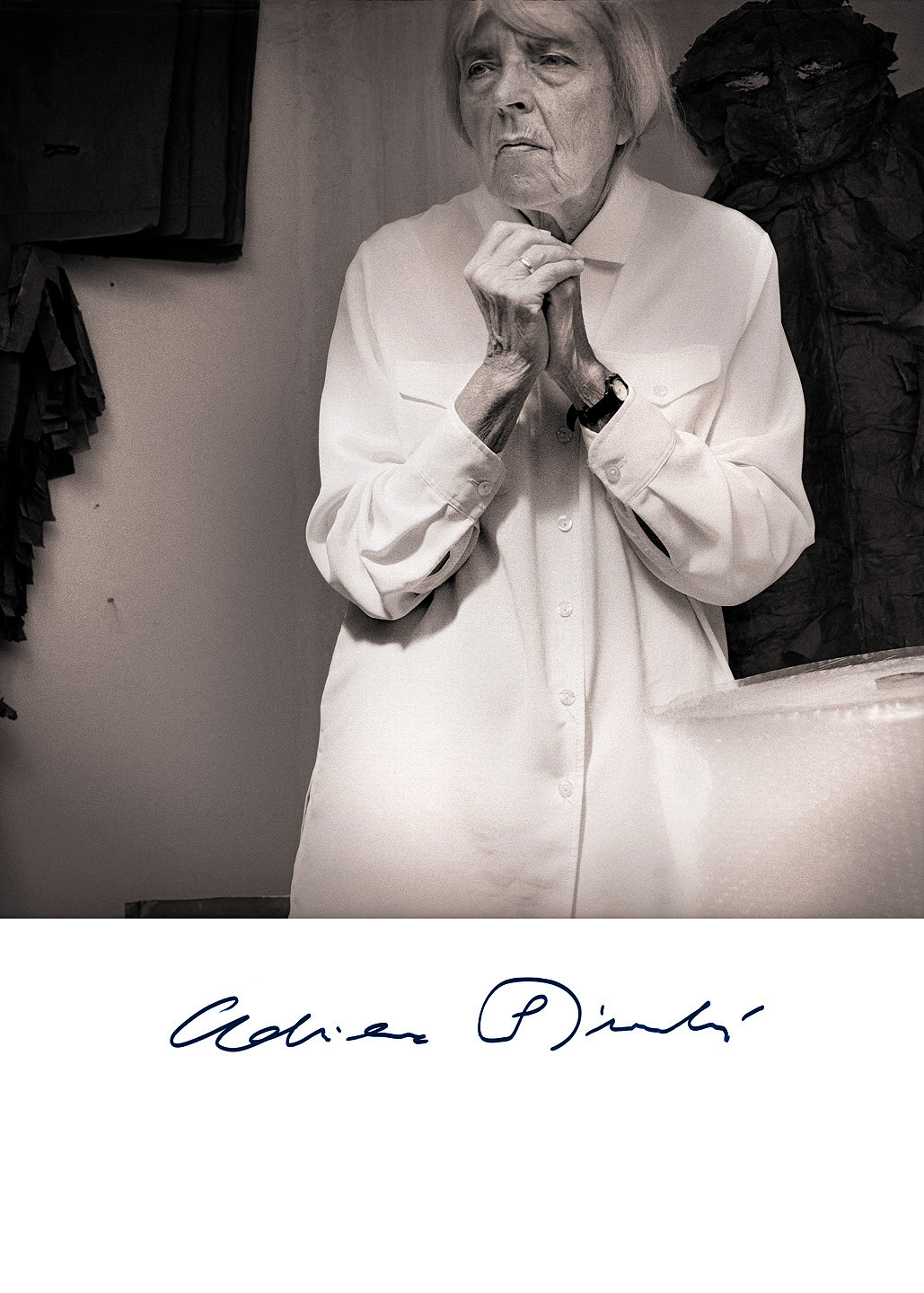
Adriena Šimotová, Praha 2001
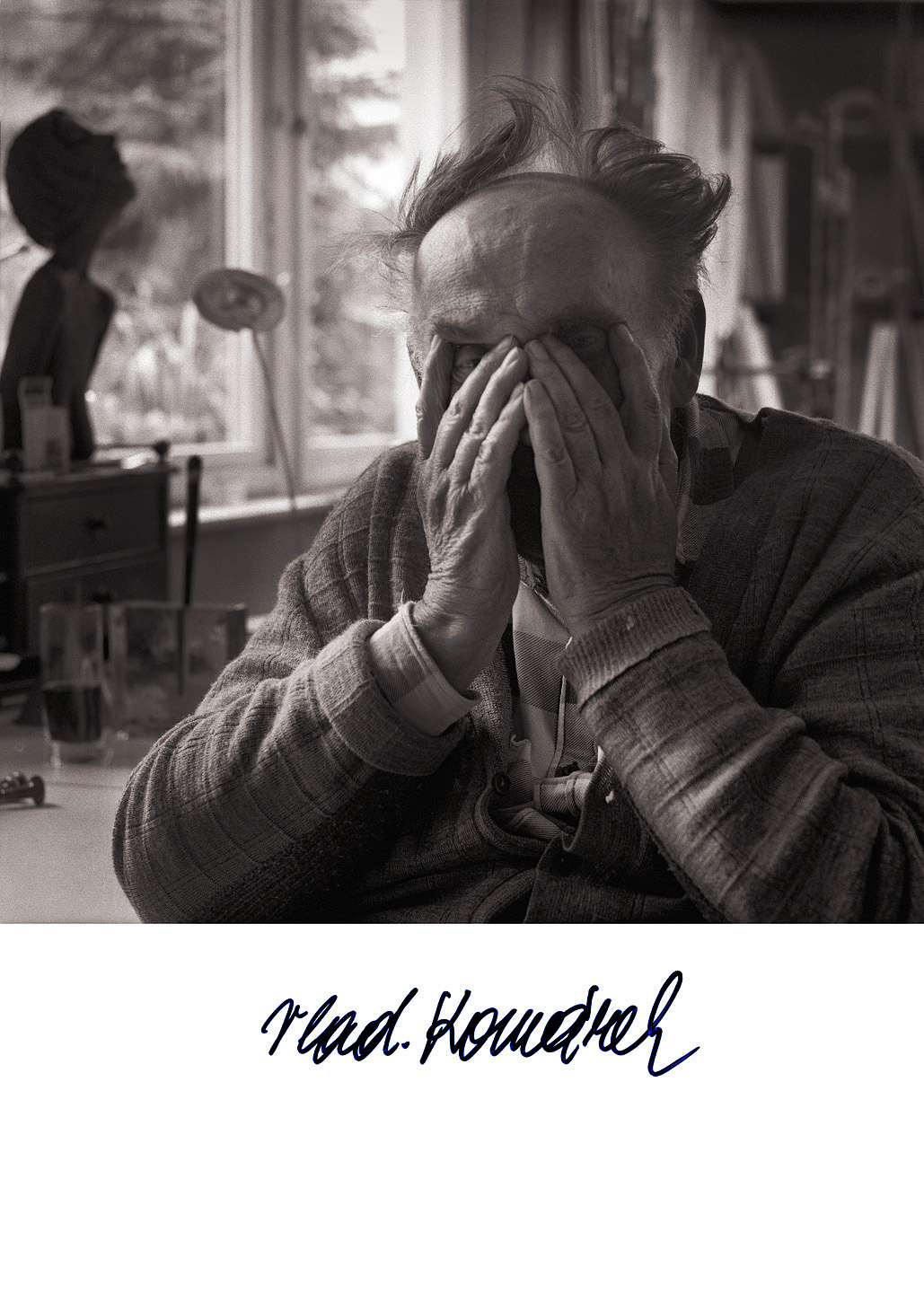
Vladimír Komárek, Nedvězí 2000
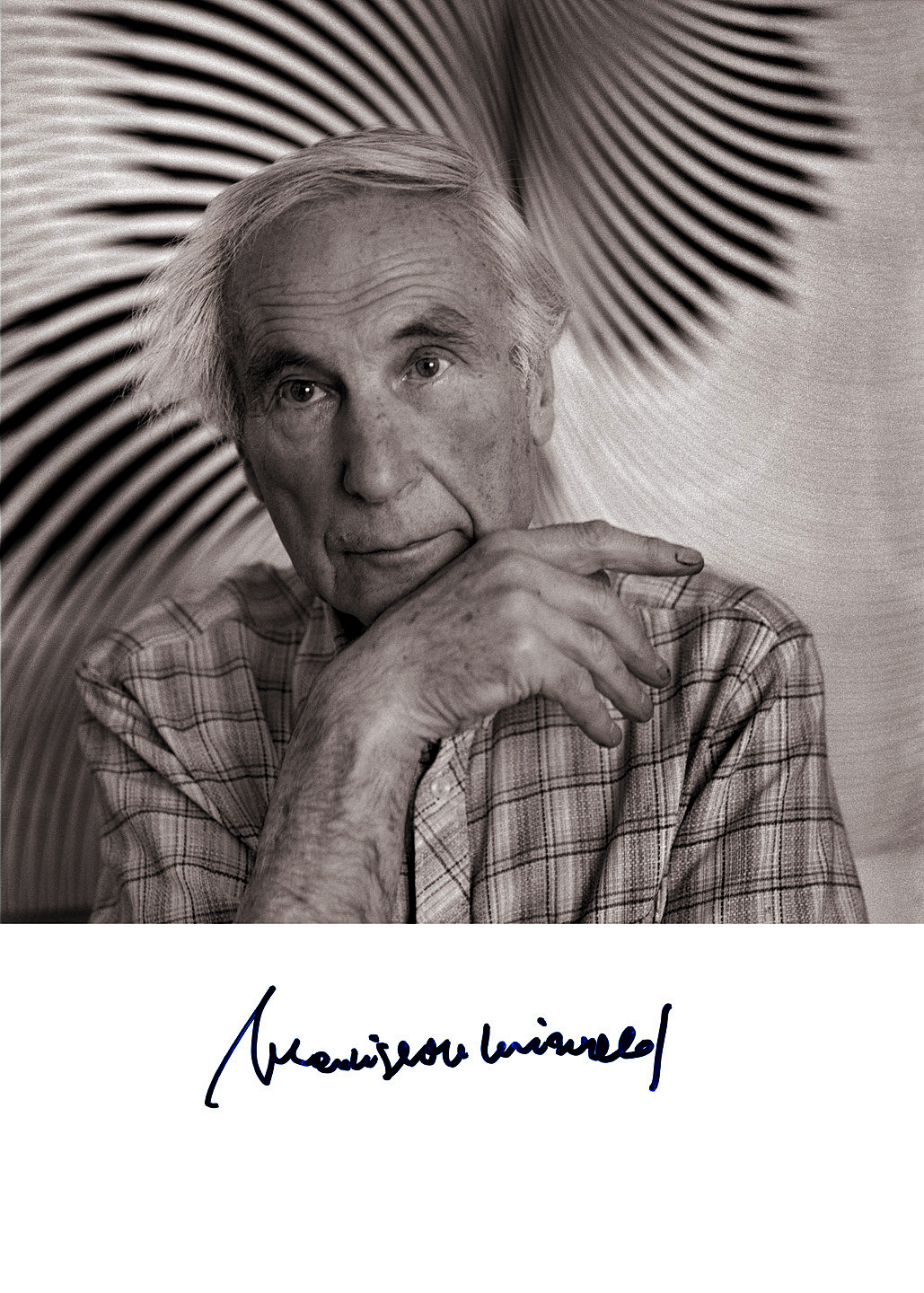
Vladislav Mirvald, Louny 1999
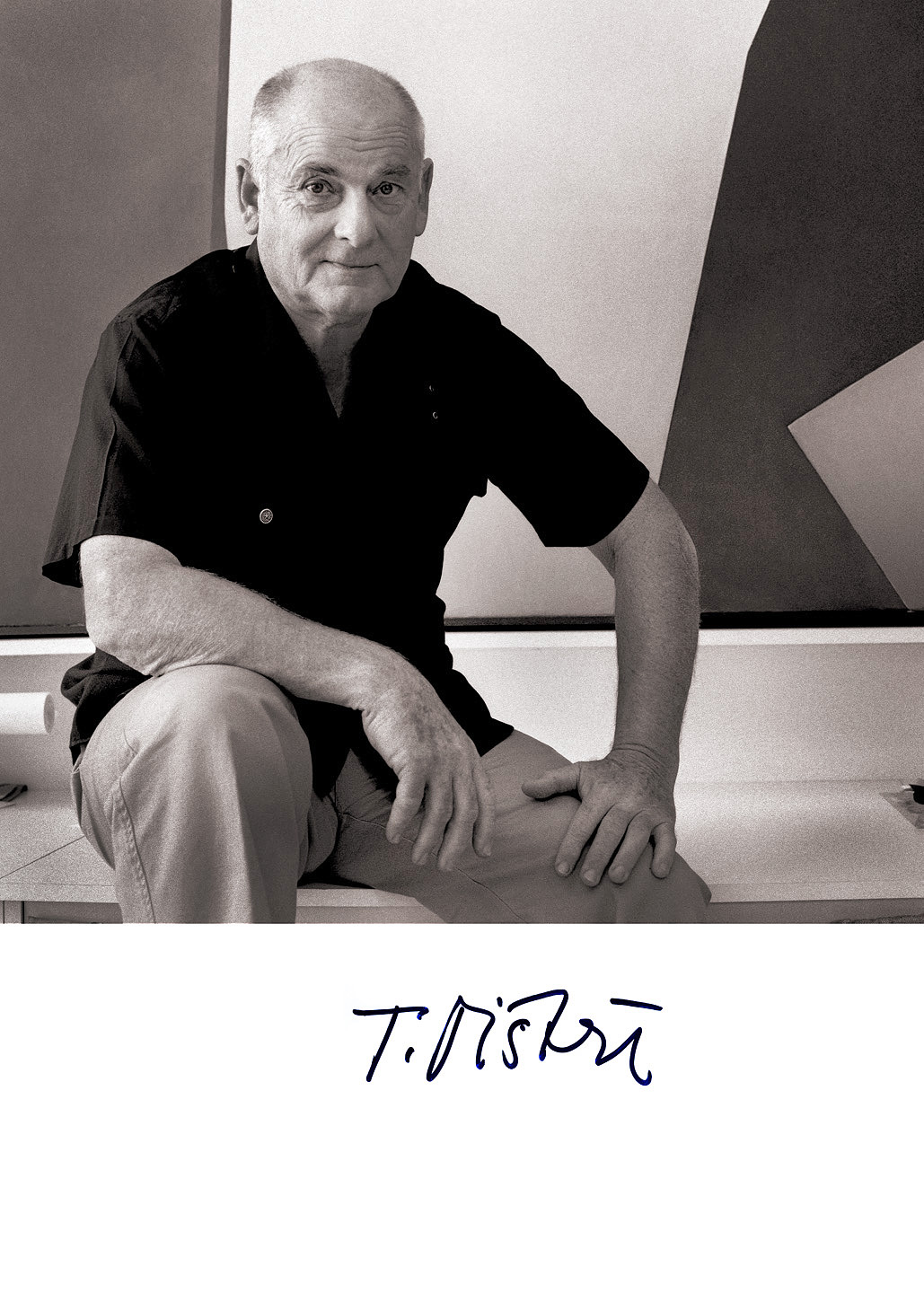
Theodor Pištěk, Mukařov 2000
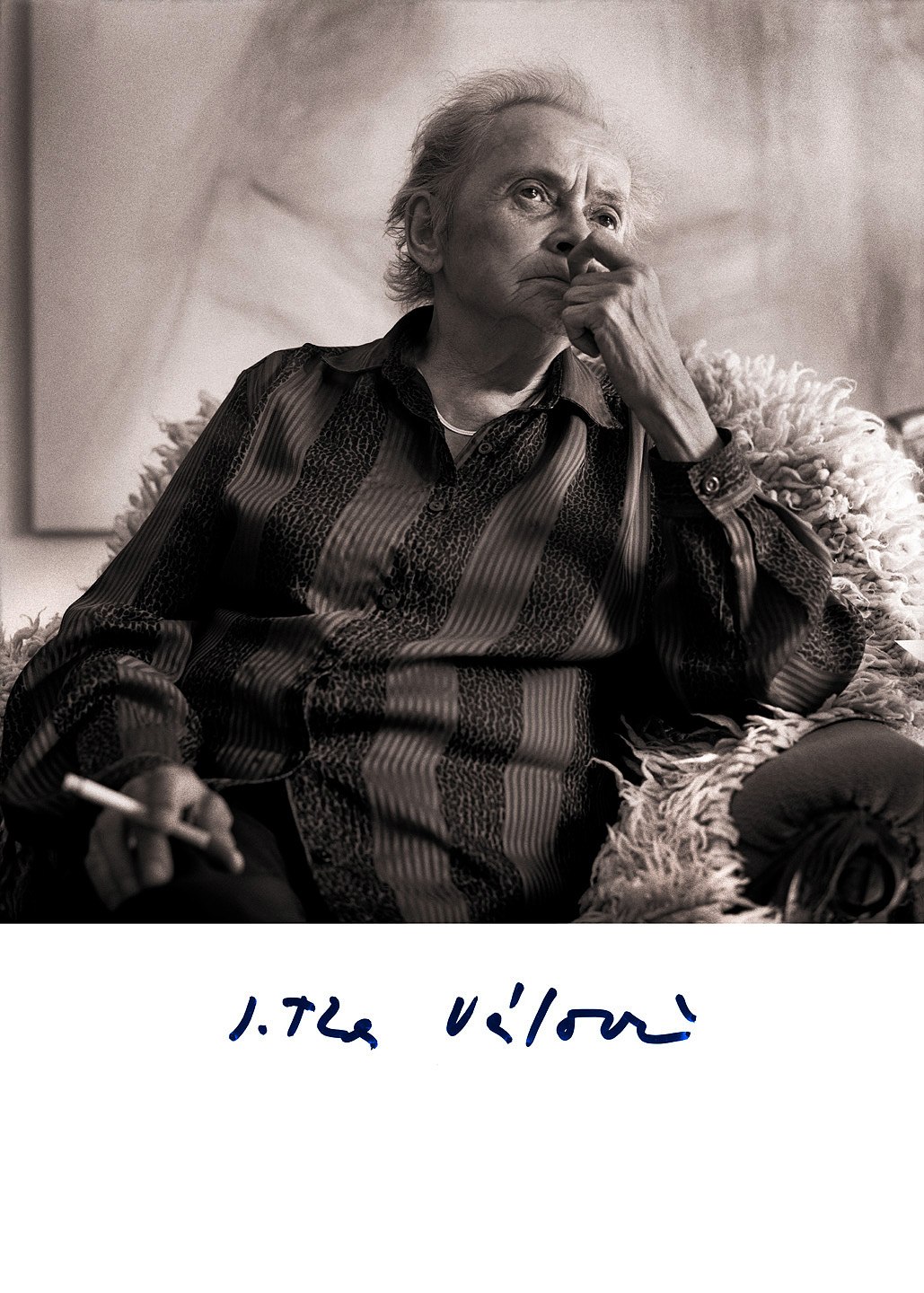
Jitka Válová, Kladno 2000
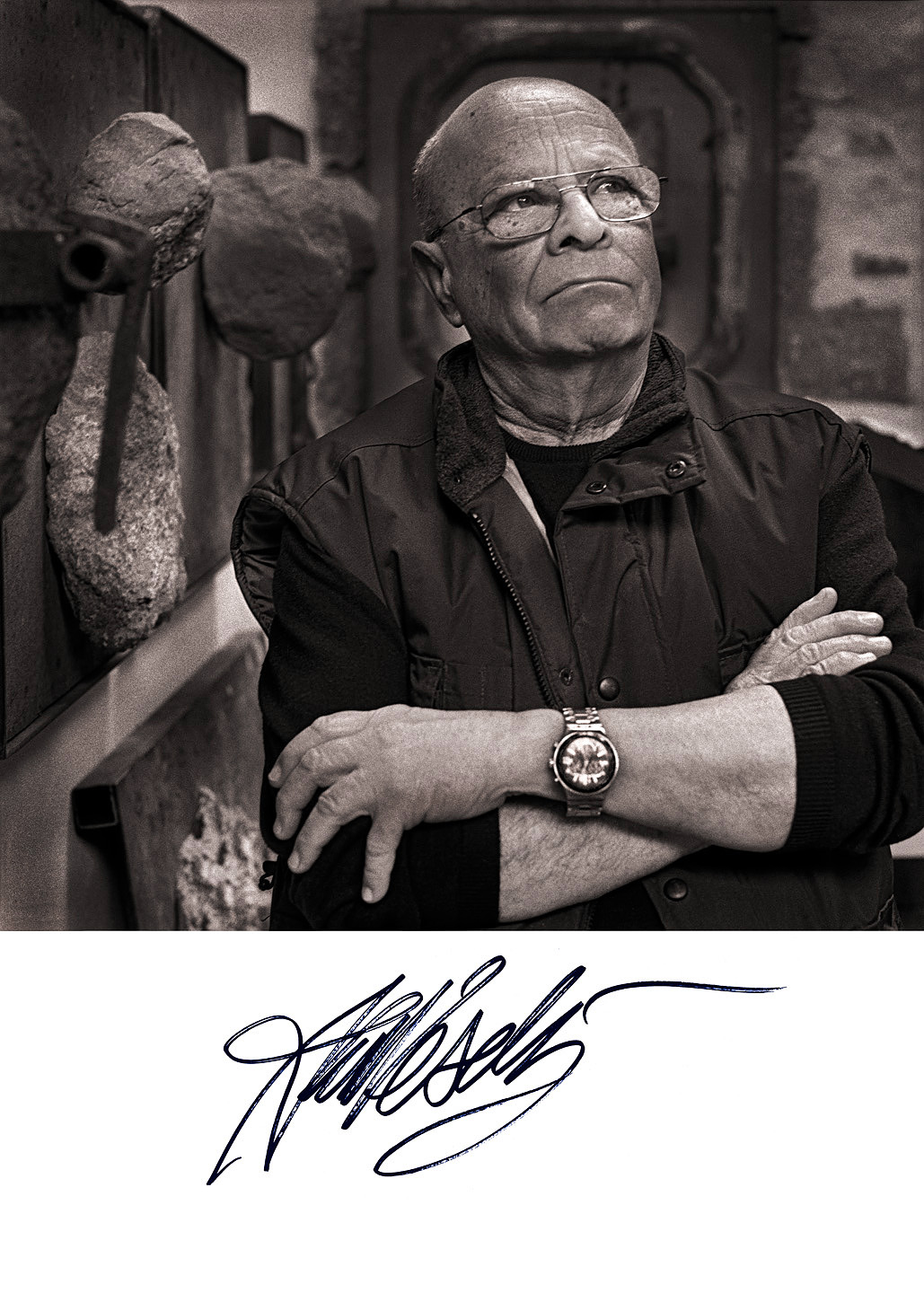
Aleš Veselý, Středokluky 2008

Základem projektu Fenomén Ještěd (2002 – 2004) byl soubor černobílých fotografií detailů stavby formátu 1 x 1 metr. Projekt vznikl kolem roku 2000 z obdivu k výjimečné stavbě a jejím autorům, s cílem upozornit na mimořádnou stavbu a pomoci k její obnově a uvedení interiérů do původního stavu. Pokračoval vydáním kalendáře na objednávku Statutárního města Liberce, a v roce 2005 vydáním fotografické publikace FENOMÉN JEŠTĚD, kterou vydal autor vlastním nákladem, za přispění Statutárního města Liberec a Krajského úřadu v Liberci. V roce 2006 byla uspořádána výstava Fenomén Ještěd ve Fragnerově galerii na Betlémském náměstí v Praze, kde kromě fotografií, bylo možno obdivovat poslední kousky z původního, dnes již prakticky neexistujícího vybavení hotelu a restaurace na Ještědu.
Výstava byla kromě Čech prezentována také například v Bruselu a St. Gallen a v redukované podobě byla v roce 2008 součástí velké výstavy o architekruře a umění střední Evropy v době studené války, ve Victoria & Albert Muzeu v Londýně. Publikace FENOMÉN JEŠTĚD sloužila současně jako katalog k výstavě.

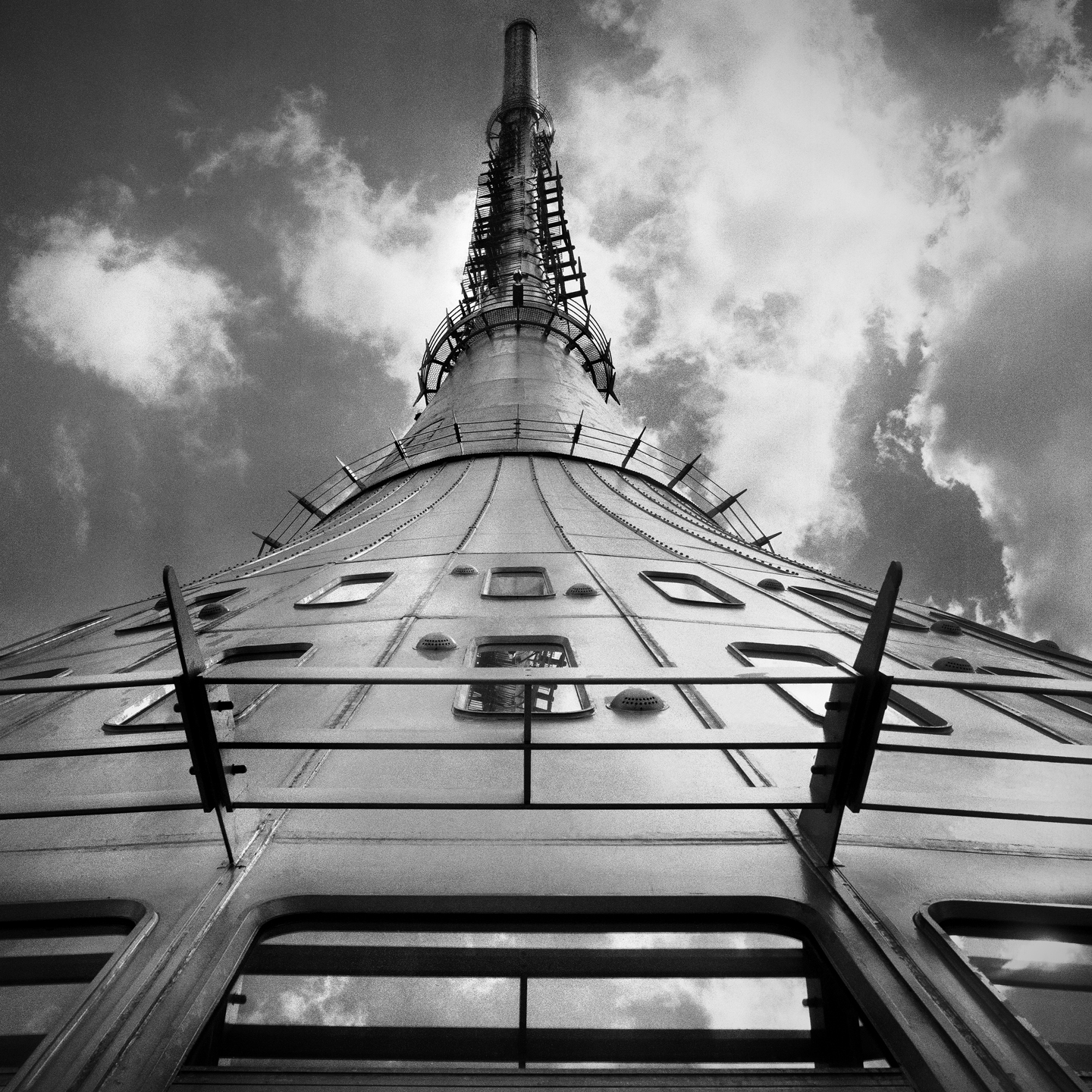
Fenomén Ještěd
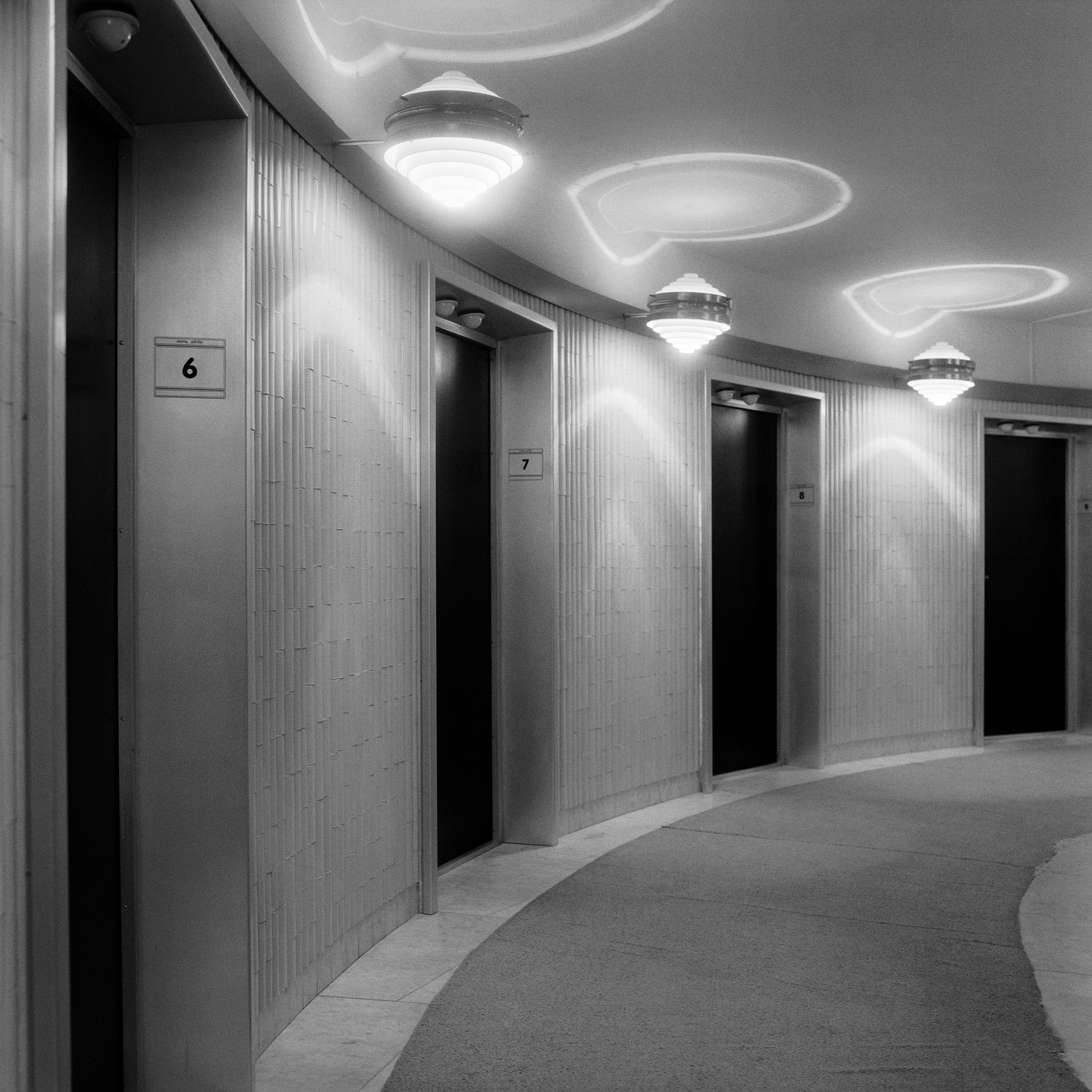
Fenomén Ještěd
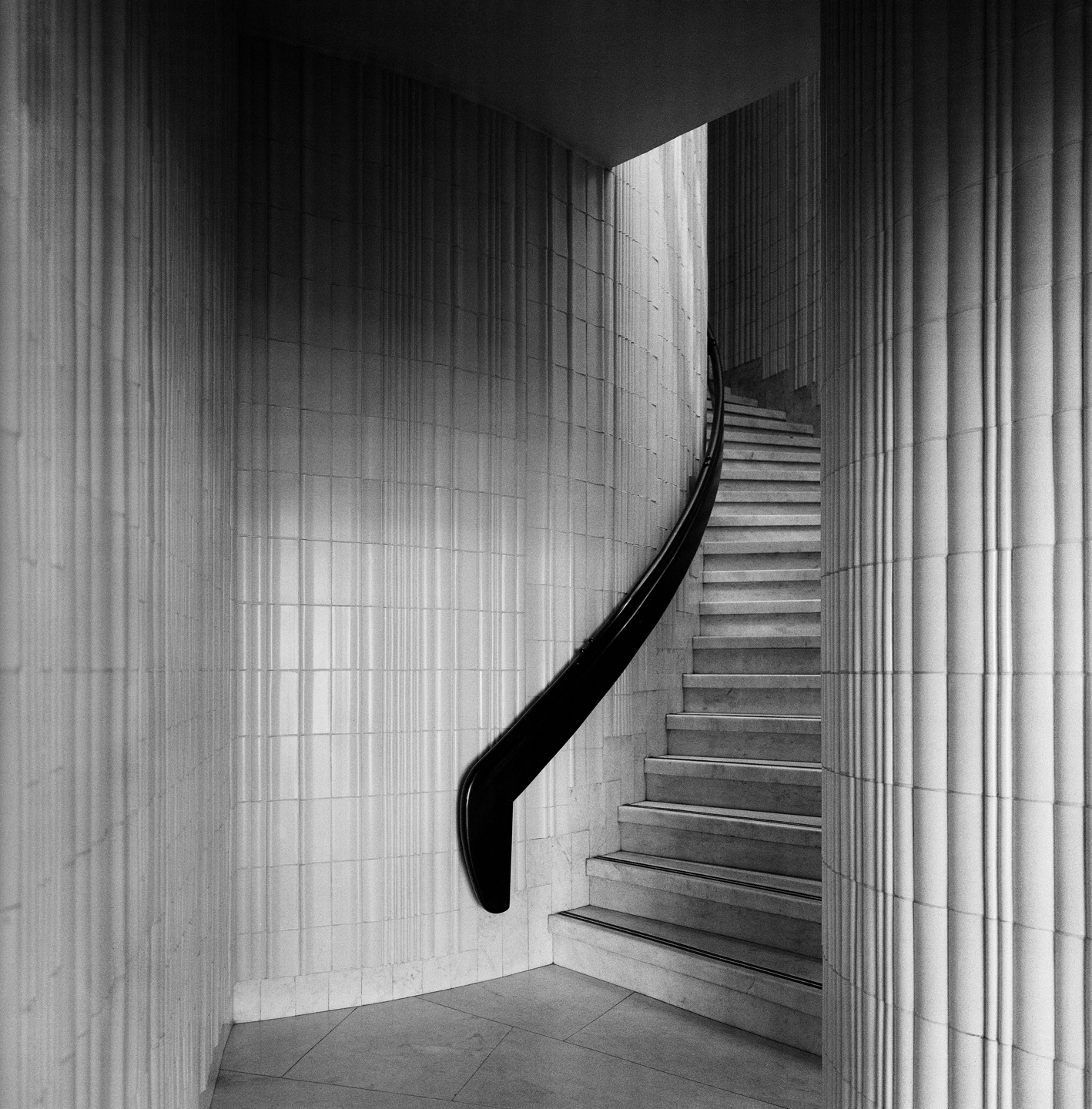
Fenomén Ještěd
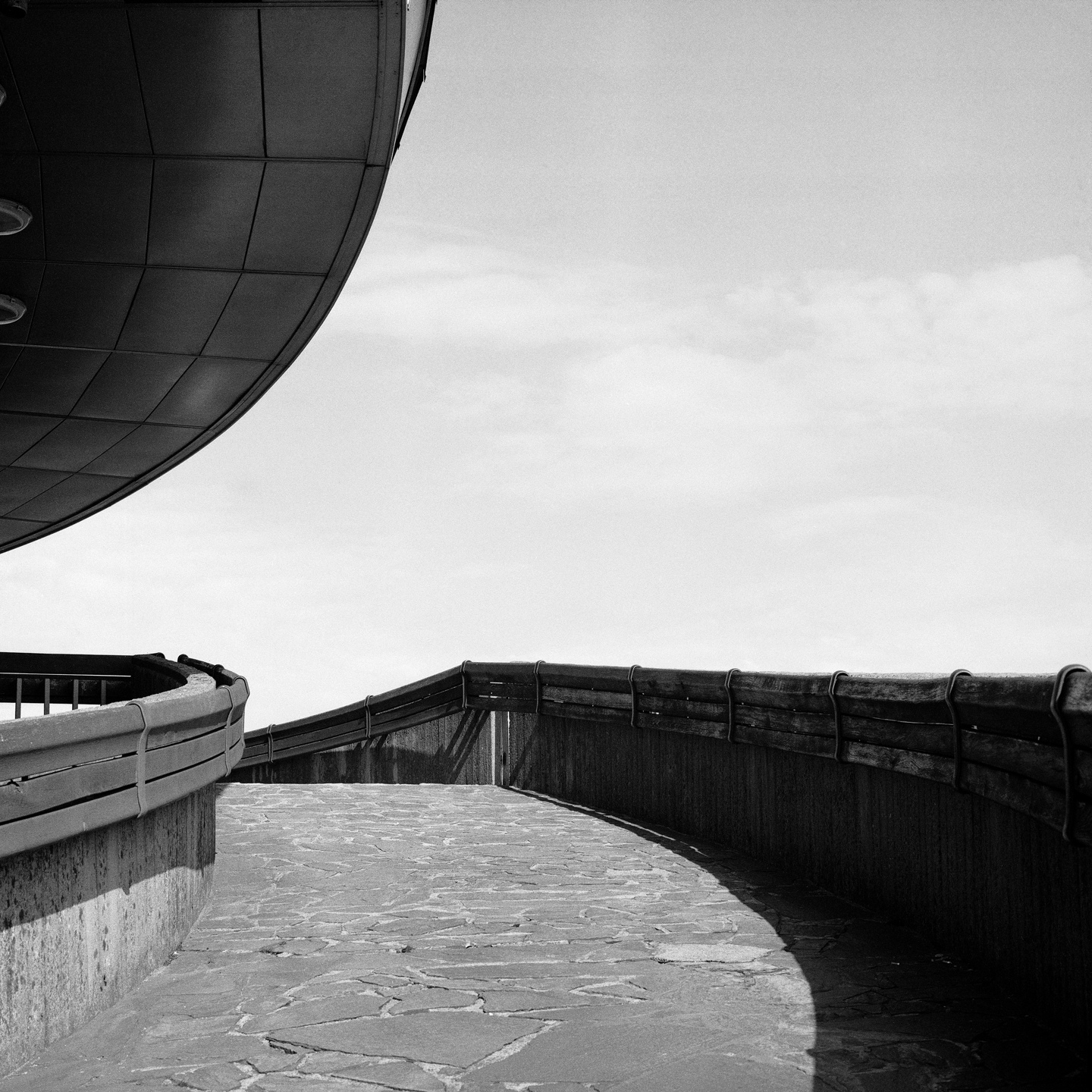
Fenomén Ještěd

Projekt „Už nejdu do Ještědu“
Fotografický projekt Už nejdu do Ještědu (digitální snímky z roku 2007–9, do r. 2007 diapozitivy), ke kterému Jiří Jiroutek pozval několik svých kolegů, se opět věnuje stavbě a autorům stavby, tentokrát obchodnímu centru Ještěd. Tato stavba nenávratně zmizela polickým rozhodnutím a projekt "Už nejdu do Ještědu" připomíná dobu jeho největší slávy, okamžiky zrodu i zániku. Výstava byla prezentována v prostorách Galerie u Rytíře v liberecké radnici za extrémního zájmu veřejnosti.

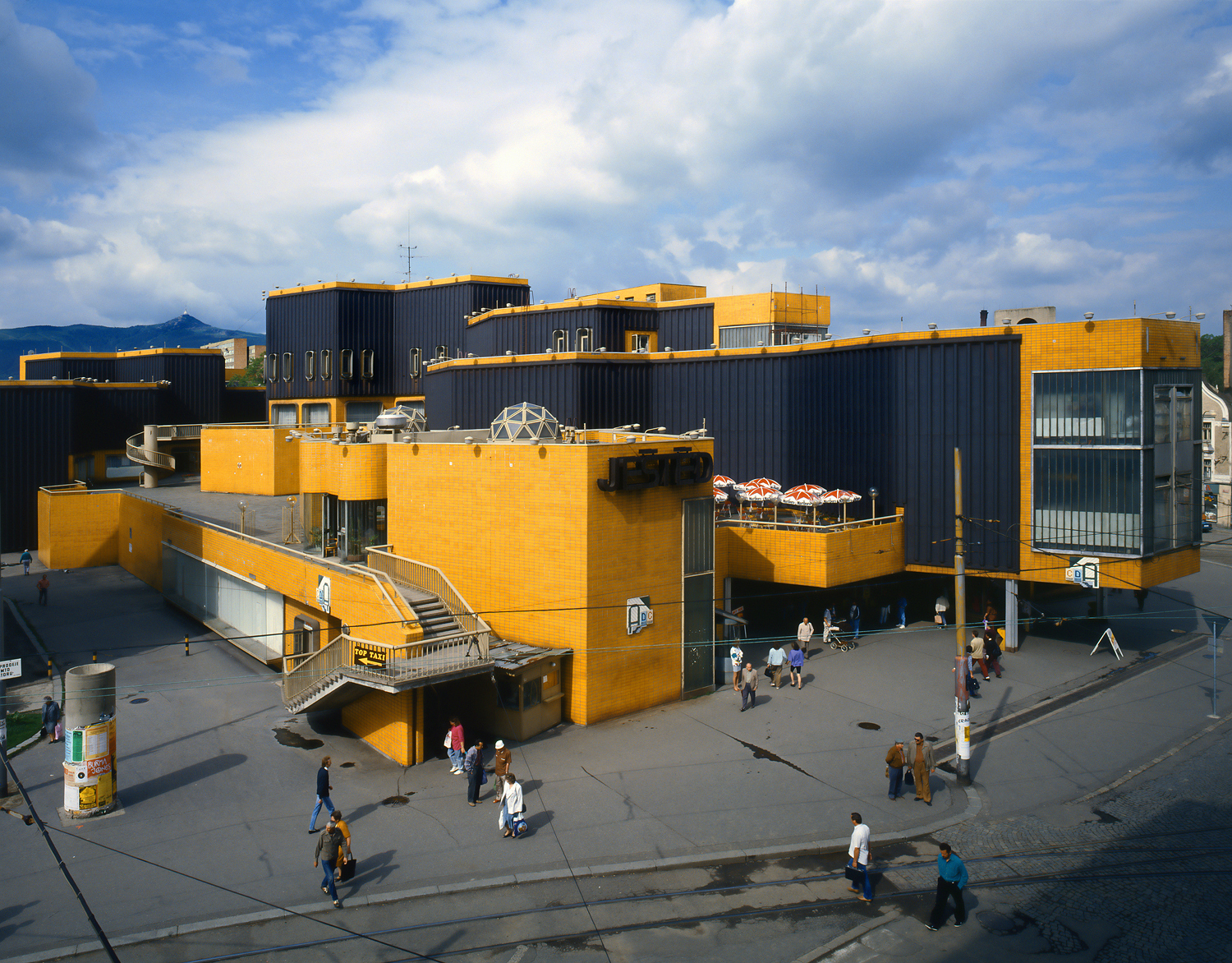
Už nejdu do Ještědu
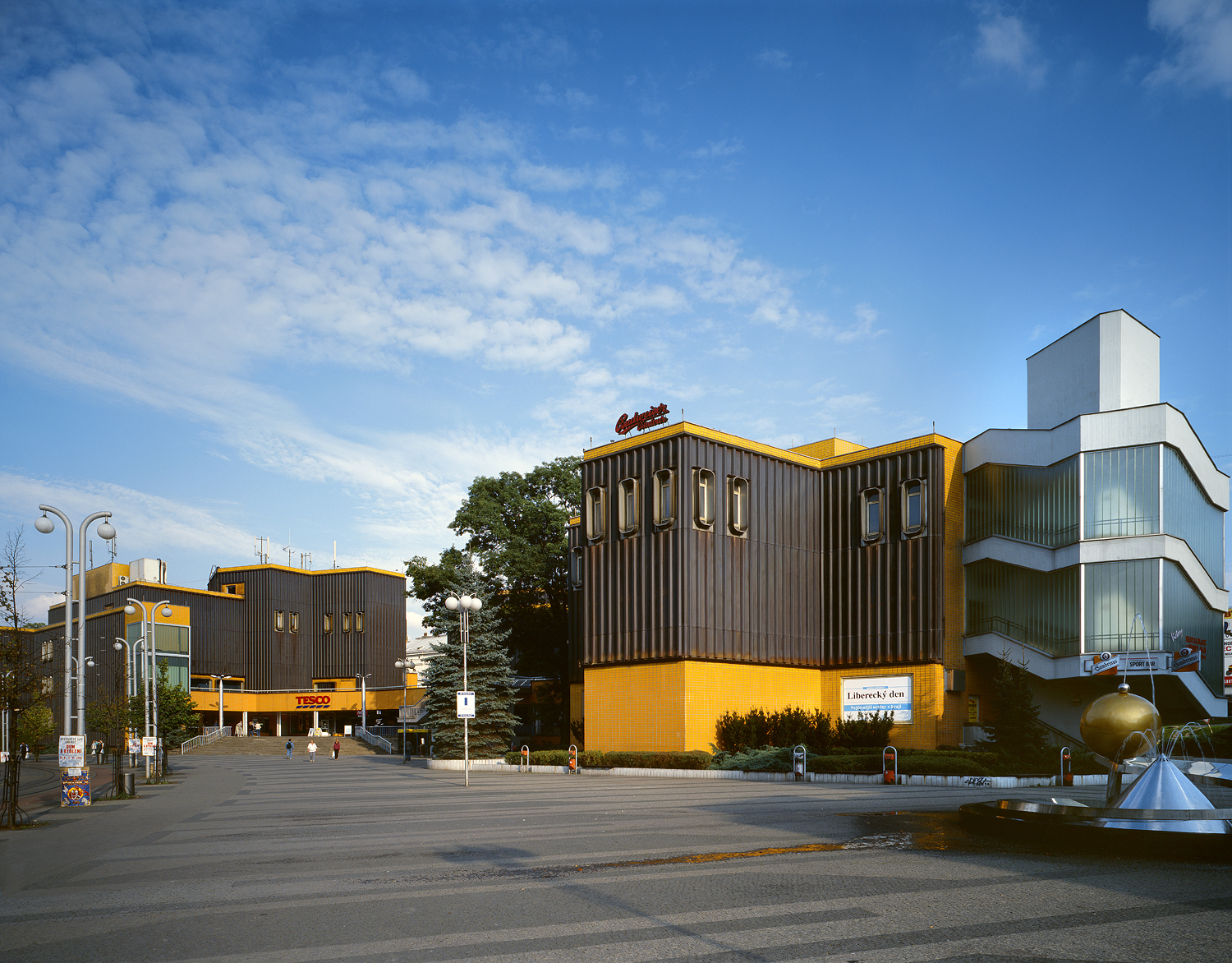
Už nejdu do Ještědu
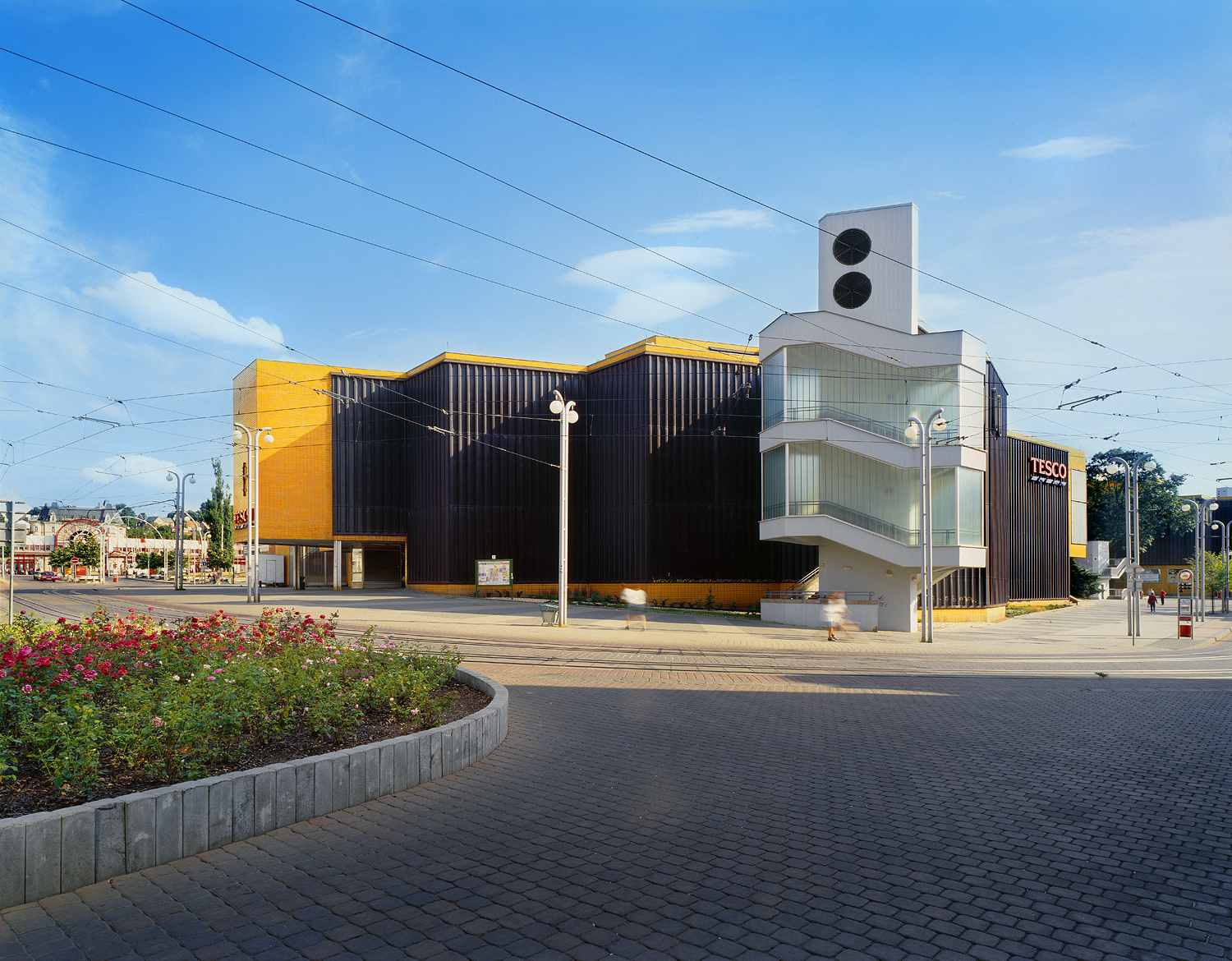
Už nejdu do Ještědu

Schopnost jít k podstatě vizuální podoby zobrazeného osvědčil Jiří Jiroutek už v cyklu podobizen půvabných „paniček“ a jejich čtyřnohých miláčků nazvaném Kočky a psi (1997 – 1999), kde poodkryl psychologické a sociologické aspekty dnes tak moderního chovatelství.

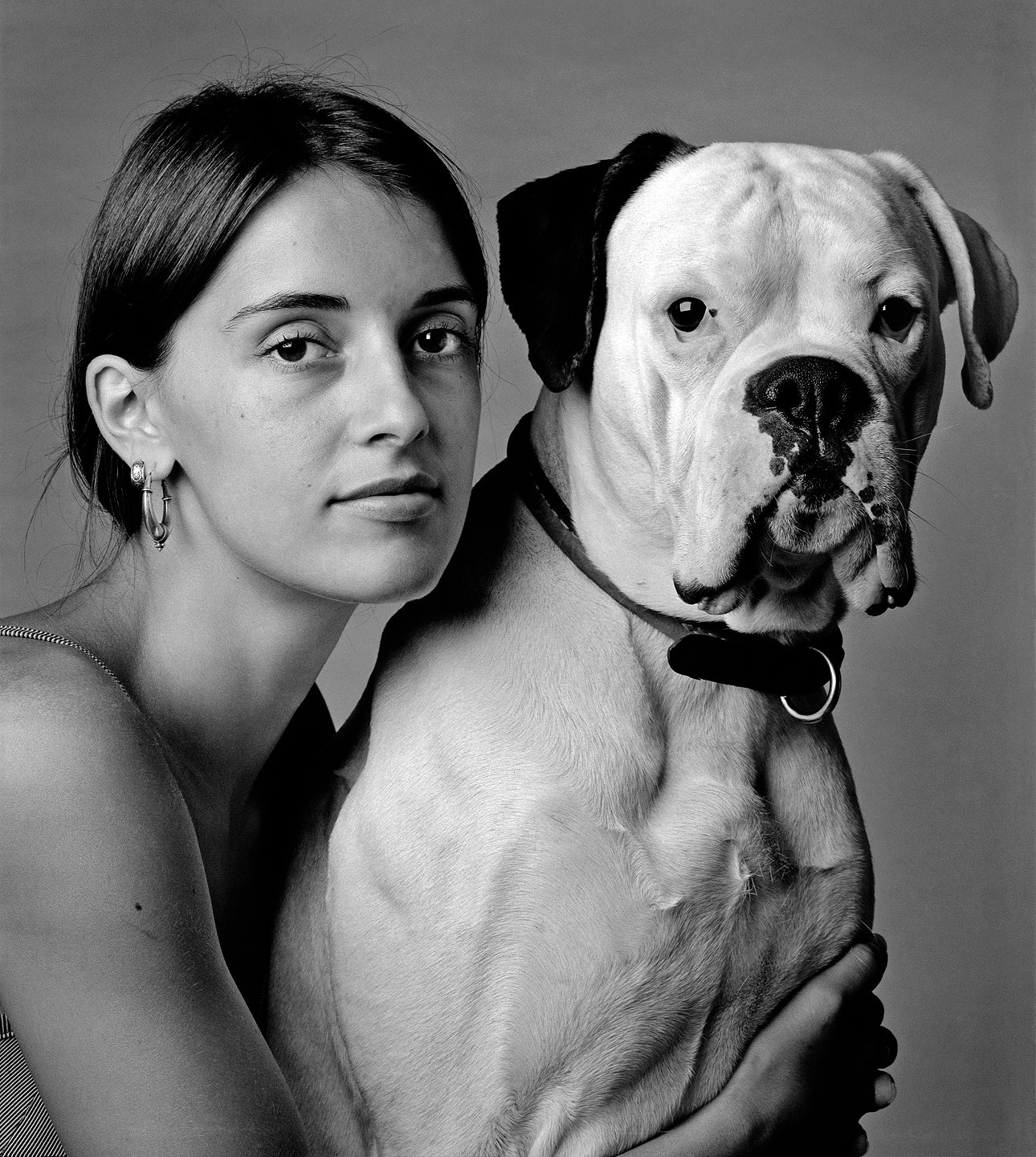
Kočky a psi

## Členství v odborných organizacích
- Asociace profesionálních fotografů České republiky (2000 – 2006)
- Ochranná organizace autorská (OOA-S)

## Ocenění
- 1990 krajské kolo amatérské fotografie Ústí nad Labem – 1. místo v kategorii do 25 let
- 2002 titul QEP – Qualified European Photographer, certifikát profesionální a umělecké kvality udělený Federací evropských profesionálních fotografů (FEP) v Bruselu
- 2004 „Eté des Portraits“, Groupement National de la Photographie Professionnelle, Francie, 3. místo
- 2005 Black & White Spider Awards, USA, nominace v kategorii Abstract
- 2005 Soutěž tiskovin propagujících cestovní ruch, Písek, 1. místo v kategorii kalendář
- 2005 Osobnost Liberecka v kategorii „Kultura“
- 2006 Black & White Spider Awards, USA, nominace v kategorii Abstract (2x)
- 2006 Black & White Spider Awards, USA, nominace v kategorii People (3x) a 2. místo
- 2008 Black & White Spider Awards, USA, nominace v kategorii Architecture
- 2009 International Color Awards, USA, nominace v kategorii Abstract
- 2010 Pamětní medaile za činnost v kultuře Uměleckoprůmyslové školy v Jablonci nad Nisou
- 2010 International Color Awards, USA, nominace v kategorii Abstract
- 2010 FEP European Professional Photographer Of the Year, 3. místo v kategorii Portrait
- 2011 Hasselblad Master 2010 finalist competition (Architectural)
- 2011 Black & White Spider Awards, USA, nominace v kategorii Architecture
- 2011 Black & White Spider Awards, USA, 2. místo v kategorii Nature
- 2012 FEP European Professional Photographer Of the Year, 2. místo v Ilustrativní foto
- 2013 Black & White Spider Awards, USA, nominace v kategorii Abstract
- 2013 Black & White Spider Awards, USA, nominace v kategorii Fine Art
- 2013 Black & White Spider Awards, USA, nominace v kategorii Silhouette
- 2014 Black & White Spider Awards, USA, nominace v kategorii Architectural
- 2015 Black & White Spider Awards, USA, nominace v kategorii Architectural
- 2015 IPA /International Photography Awards/, nominace v kategorii Portrait
- 2016 International Color Awards, USA, nominace v kategorii Nature
- 2016 Black & White Spider Awards, USA, čestné uznání v kategorii Nature
- 2017 Black & White Spider Awards, USA, nominace v kategorii Nature

## Publikační činnost
- 2005 obrazová publikace Fenomén Ještěd (2009 – 2. Rozšířené a upravené vydání)
- 2012 katalog k výstavě OSOBNOSTI (české kulturní scény)
- 2012 katalog Jiří Jiroutek – Photo/Graphy
- 2019 obrazová publikace Už nejdu do Ještědu

### Publikace ve spolupráci
- 2005 Decuria – 10 Czech QEP Photographer
- 2016 Antonín Langhamer, Jiří Jiroutek – Výtvarní umělci Jablonecka a Železnobrodska 1945–2015 /Jablonecké kulturní a informační centrum, o. p. s.
- 2017 GAML 20 výstav – Pavel Kappel, Vladimír Drápal a autoři fotografií, Verzone
- 2019 Příběh lounské piazzetty, Spolek Sýkora 2020

### Publikován v knihách
- Slovník českých a slovenských výtvarných umělců 1950 – 1999 /IV CH-J/, Chagall 2000
- Architektura (Katalog výstava AF Galerie Jaroslava Fragnera, Praha), Asociace fotografů 2002
- QEP – Qualified European Photographers, FEP 2005
- Absolventi (Institut tvůrčí fotografie Slezské univerzity v Opavě 1991–2006), Opava 2006
- Slavné vily Libereckého kraje, Foibos Praha 2007
- The World`s Greatest Black & White Photography, BookBasil London 2007
- Leica Gallery Prague – katalog, Praha 2008
- Jablonecká radnice 1931 - 1933, Město Jablonec nad Nisou 2008
- Cold War Modern – Design 1945 – 1970, Victoria & Albert Museum 2008
- TV Towers – 8559 Meters Politics and Architecture, Raumtaktik Berlin 2009
- The Phaidon Atlas of 20th Century World Architecture, Phaiddon Press Ltd, London 2012
- Pod Ještědem – současná výtvarná scéna Liberecka, katalog, Plzeň 2013
- O. Palata – Kouzlo imaginace, Turnov 2013
- V. K. N. Katalog Galerie moderního umění v Roudnici nad Labem, 2014
- Příliš pozdě zemřít mladý – Ivo Pospíšil, Vladimír Jurásek, BiggBoss, Praha 2015
- Zdeněk Sýkora – Pavel Kappel, Verzone, Praha 2015
- Vincenz Janke /1769 – 1838/ Podmalby na skle, Severočeské muzeum v Liberci, 2017
- 103 osobností české fotografie, Joyra s. r. o., Praha 2017
- Jan Měřička 2005 – 2018, KANT 2018
- Příběh lounské piazzetty, Spolek Sýkora 2020, 2019
- Theodor Pištěk – angelus, KANT & Dům umění města Brna, 2019
- Marija Nekolová – Dávno tomu, Oblastní galerie Liberec, 2020
- David Hanvald – A Signature Style Cannot Be Forged!, Oblastní galerie Liberec a Galerie Zdeněk Sklenář, 2020

## Výstavy a sbírky

### Výběr z autorských výstav
- 1999 Portréty - Malá výstavní síň, Liberec
- 2000 Windows 96 - Státní hrad a zámek Grabštejn
- 2000 Kočky a psi - Výstaviště, Jablonec nad Nisou
- 2000 Postupnosti a Spojitosti - Naivní divadlo Liberec
- 2002 Up&Down – Galerie My, Jablonec nad Nisou
- 2005 Fenomén Ještěd - Malá výstavní síň, Liberec
- 2006 Fenomén Ještěd - galerie Jaroslava Fragnera, Praha
- 2006 Fenomén Ještěd - zastoupení libereckého kraje, Brusel
- 2007 Fenomén Ještěd - Baťova 21, Zlín
- 2007 Portréty - výtvarníci - Galerie My, Jablonec nad Nisou
- 2007 Fenomén Ještěd – klub architektů, St. Gallen
- 2007 Up&Down - Nový magistrát Liberec
- 2009 Fenomén Ještěd – Futurista Universum, Praha
- 2010 Už nejdu do Ještědu – Galerie U Rytíře, Liberec
- 2010 Už nejdu do Ještědu - Futurista Universum, Praha
- 2011 Osobnosti – kavárna Schaezlerpalais, Augsburg
- 2011 Osobnosti – České kulturní centrum, Mnichov
- 2012 Osobnosti – Oblastní galerie v Liberci, Liberec
- 2012 Osobnosti – Galerie Opera, divadlo Jiřího Myrona, Ostrava
- 2013 On the Road – Generální konzulát ČR, Los Angeles, USA
- 2013 Fotografická geometrie – Galerie města Loun, Louny
- 2015 Fotografien /Schwarz-Weiß/ – H2 galerie, Glaspalast, Augsburg
- 2015 Fenomén Ještěd – Textildorf Großschönau
- 2015 Fotografův temný sen – Galerie Pecka, Praha
- 2015 Osobnosti – Galerie památníku Lidice, Lidice
- 2017 Fotografická geometrie – kavárna DK 101010 Vratislavice nad Nisou
- 2018 JinaKrajina – Galerie města Loun, Louny /s Pavlem Planičkou/
- 2019 JinaKrajina – Becherova vila, Karlovy Vary /s Pavlem Planičkou/
- 2019 JinaKrajina – Galerie N, Jablonec nad Nisou /s Pavlem Planičkou/
- 2020 On the Road – Galerie Špejchar, Chomutov

### Výběr ze společných výstav
- 1990 krajské kolo amatérské fotografie Ústí nad Labem
- 1990 XI. Národní soutěž amatérské fotografie, OKS Olomouc
- 1991 Thomas Mann Klub, Nordhausen, Německo (s fotoklubem DPML)
- 1993 Thomas Mann Klub, Nordhausen, Německo (s fotoklubem DPML)
- 1996 Malá výstavní síň, Liberec (s fotoklubem DPML)
- 1998 Portrét – Národní technické muzeum, Praha
- 2000 Reklama výstava AF – Národní technické muzeum, Praha
- 2002 Architektura výstava AF – Galerie Jaroslava Fragnera, Praha
- 2003 Praha - Výstaviště, Interkamera, Výtvarníci s „AF“
- 2004 „Eté des Portraits“ – Bourbon-Lancy, Francie
- 2005 QEP prezentace – Senát České republiky, Praha
- 2006 CzechPesPhoto – Komorní galerie Josefa Sudka, Praha
- 2006 QEP prezentace – Galeri 4, Cheb
- 2006 Absolventi 1991–2006 – Dům umění, Opava
- 2009 Motiv 2009 – Galerie U Rytíře, Liberec
- 2009 Intimní zóny, výběr ze Zlatého fondu NMF – Národní muzeum fotografie, Jindř. Hradec
- 2012 Fotografie – Galerie MY, Jablonec nad Nisou
- 2012 Reflections and Passions – Art Fusion Galleries, Miami, USA
- 2012 On the Road – Amsterdam Whitney Gallery, New York, USA
- 2012 Fusion IX – Seducing the Globe – Art Fusion Galleries, Miami, USA
- 2013 Pod Ještědem – současná výtvarná scéna Liberecka, Galerie města Plzně, Plzeň
- 2013 Pod Ještědem – současná výtvarná scéna Liberecka, Oblastní galerie Liberec, Liberec
- 2014 Pod Ještědem – současná výtvarná scéna Liberecka, Städtische Museen Zittau, Německo
- 2015 Krajinou Zdeňka Sýkory – GAML, Louny
- 2015 Pod Ještědem – současná výtvarná scéna Liberecka, Galerie am Domhof, Zwickau, Německo
- 2017 V kůži Liberce, Severočeské muzeum v Liberci
- 2018 Od Ještědu k Ještědu, Malá výstavní síň Liberec

### Zastoupení ve sbírkách
- Soukromé sbírky doma i v zahraničí (Německo, Holandsko, USA)
- Leica Gallery Prague, Praha, ČR
- Severočeské muzeum v Liberci, Liberec, ČR
- Museum Kampa – Sovovy Mlýny – Nadace Jana a Medy Mládkových, Praha, ČR
- Národní muzeum fotografie – Zlatý fond sbírek souč. fotografů, Jindřichův Hradec, ČR
- Galerie památníku Lidice, Lidice, ČR
- H2 galerie, Glaspalast, Augsburg, Německo
- Uměleckoprůmyslové museum v Praze